# 韓氏可丹蟹
韓氏可丹蟹（学名：Ketamia handokoi）为圓關公蟹科可丹蟹屬下的一个种。